# 25 juin 1939
Le dimanche 25 juin 1939 est le 176e jour de l'année 1939.

## Naissances
- Allen Fox, joueur de tennis américain
- Andreas Gruentzig (mort le 27 octobre 1985), cardiologue allemand
- Anne Richter (morte le 25 juin 2019), écrivaine belge
- Ernst Ulrich von Weizsäcker, personnalité politique allemande
- Garech Browne (mort le 10 mars 2018), collectionneur d'art irlandais
- Guillermo Ortiz Camargo (mort le 17 décembre 2009), footballeur mexicain

## Décès
- Nivard Schlögl (né le 4 juin 1865), exégète biblique autrichien
- Paul Decoster (né le 22 avril 1886), philosophe belge
- Richard Seaman (né le 4 février 1913), pilote automobile britannique

## Événements
- Fin de la Coupe du Portugal de football 1938-1939
- Victoire d'Hermann Lang sur Mercedes au Grand Prix automobile de Belgique
- Grand Prix de Wallonie 1939
- Création du stade Eládio-de-Barros-Carvalho à Recife